# Galaxy World
Galaxy World («Гэлакси-Уорлд») — сверхвысокие небоскрёбы-близнецы, расположенные в китайском городе Шэньчжэнь (Гуандун). Построены в 2023 году в стиле модернизма, каждая 356-метровая офисная башня имеет 71 наземный и 5 подземных этажей. 
Архитектором комплекса выступила американская фирма AECOM, застройщиками — китайские компании China Construction Second Engineering и Shanghai Construction Group; владельцем является Galaxy Industry Group (Шэньчжэнь), аффилированная с игорным холдингом Galaxy Entertainment Group. По состоянию на 2024 год башни Galaxy World являлись 10-м по высоте зданием города, 38-м по высоте зданием Китая, 46-м — Азии и 71-м — мира.
Рядом с офисными башнями Galaxy World расположены вертолётная площадка, станция метро и большой торгово-развлекательный центр Galaxy Coco Park, в состав которого входят магазины, рестораны, кафе и многозальный кинотеатр. 

## Галерея

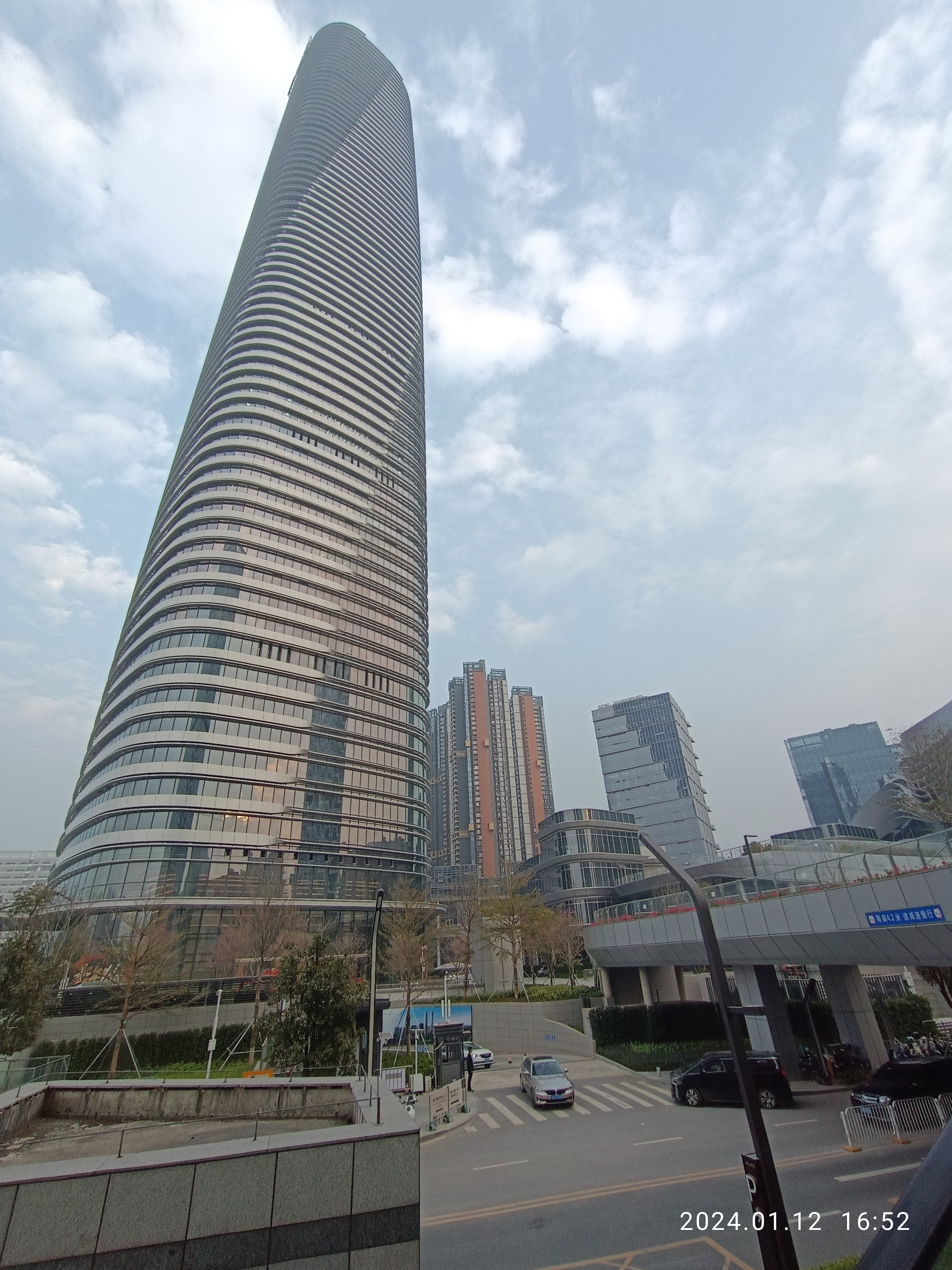
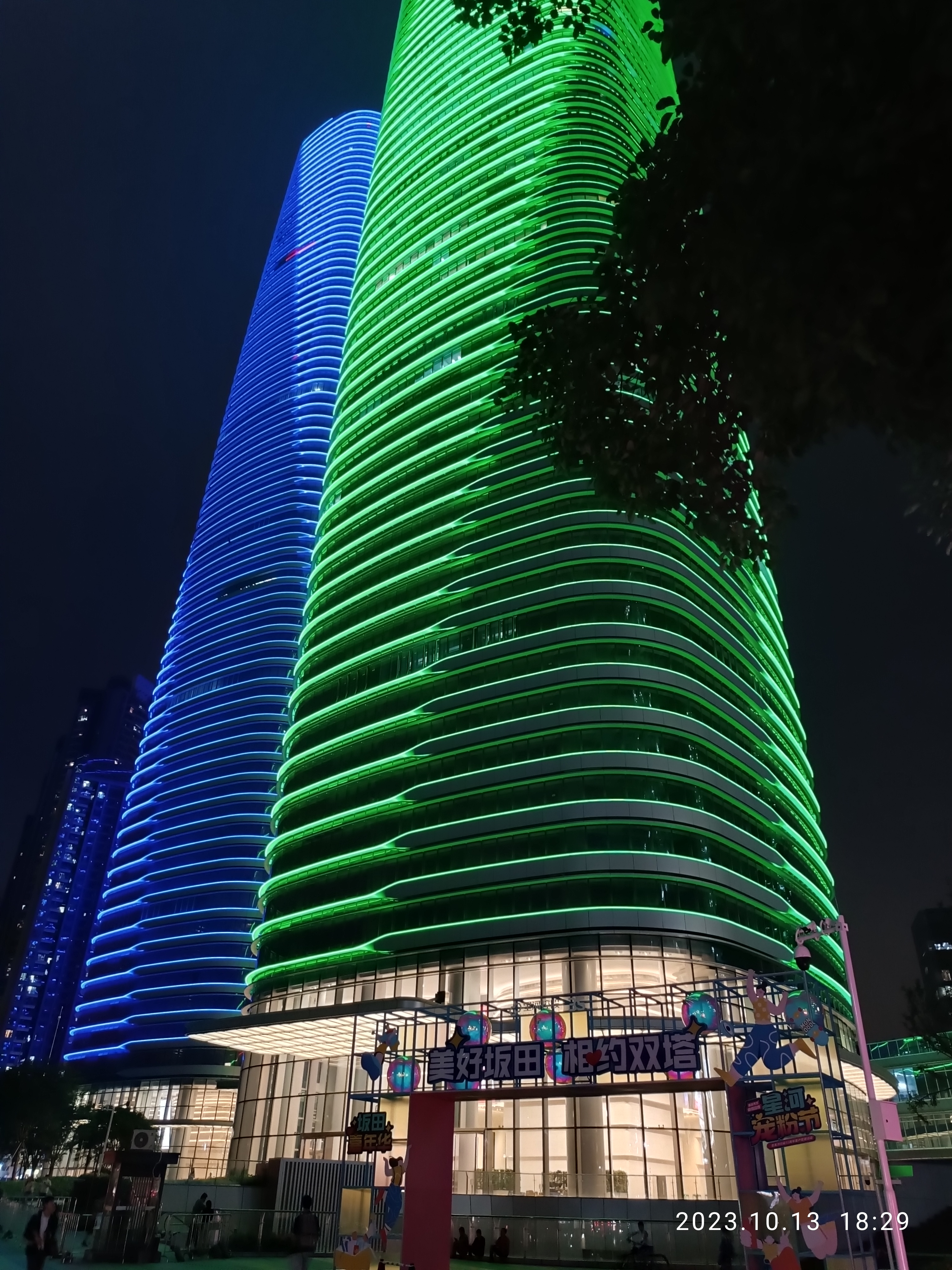
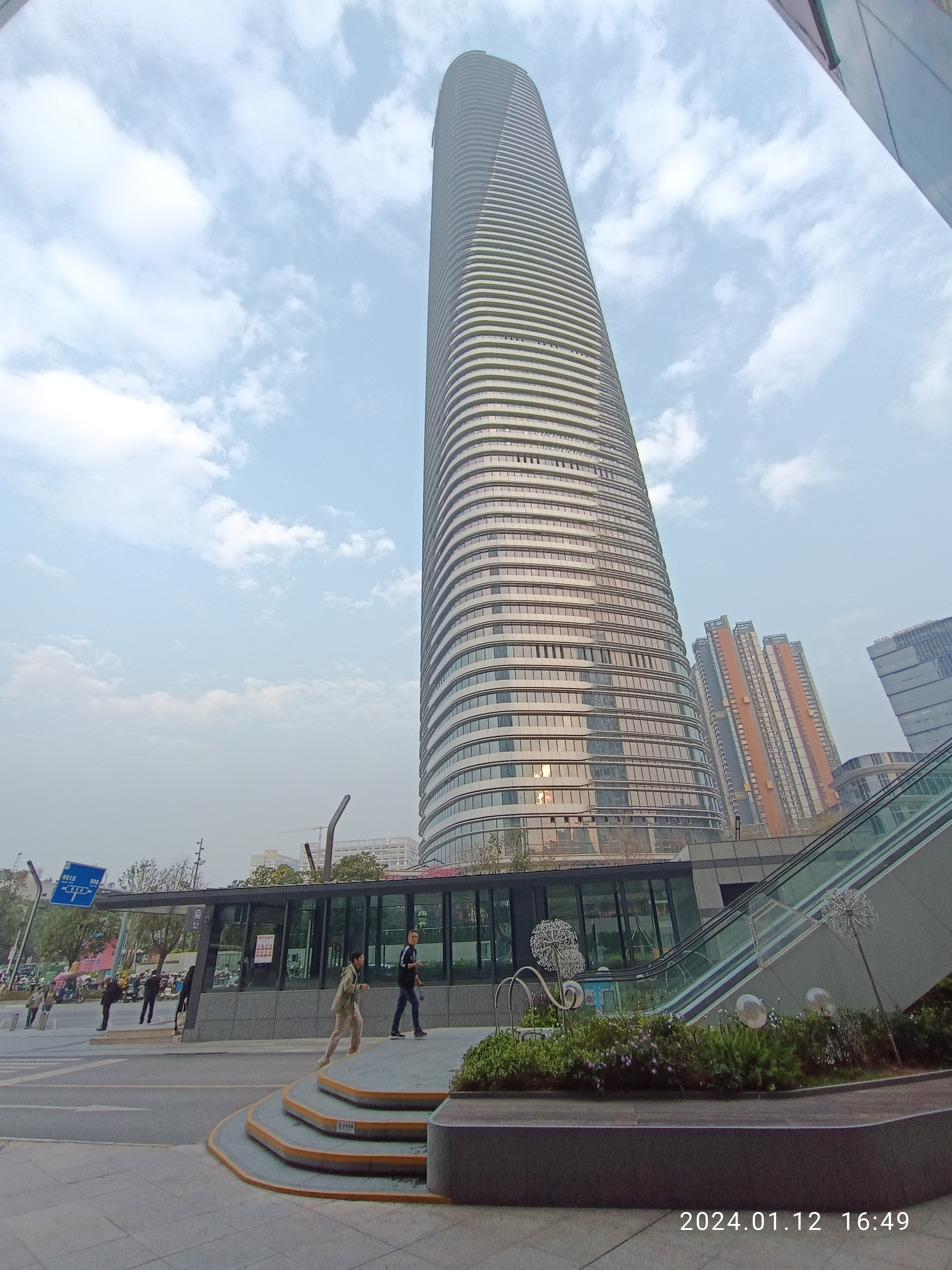

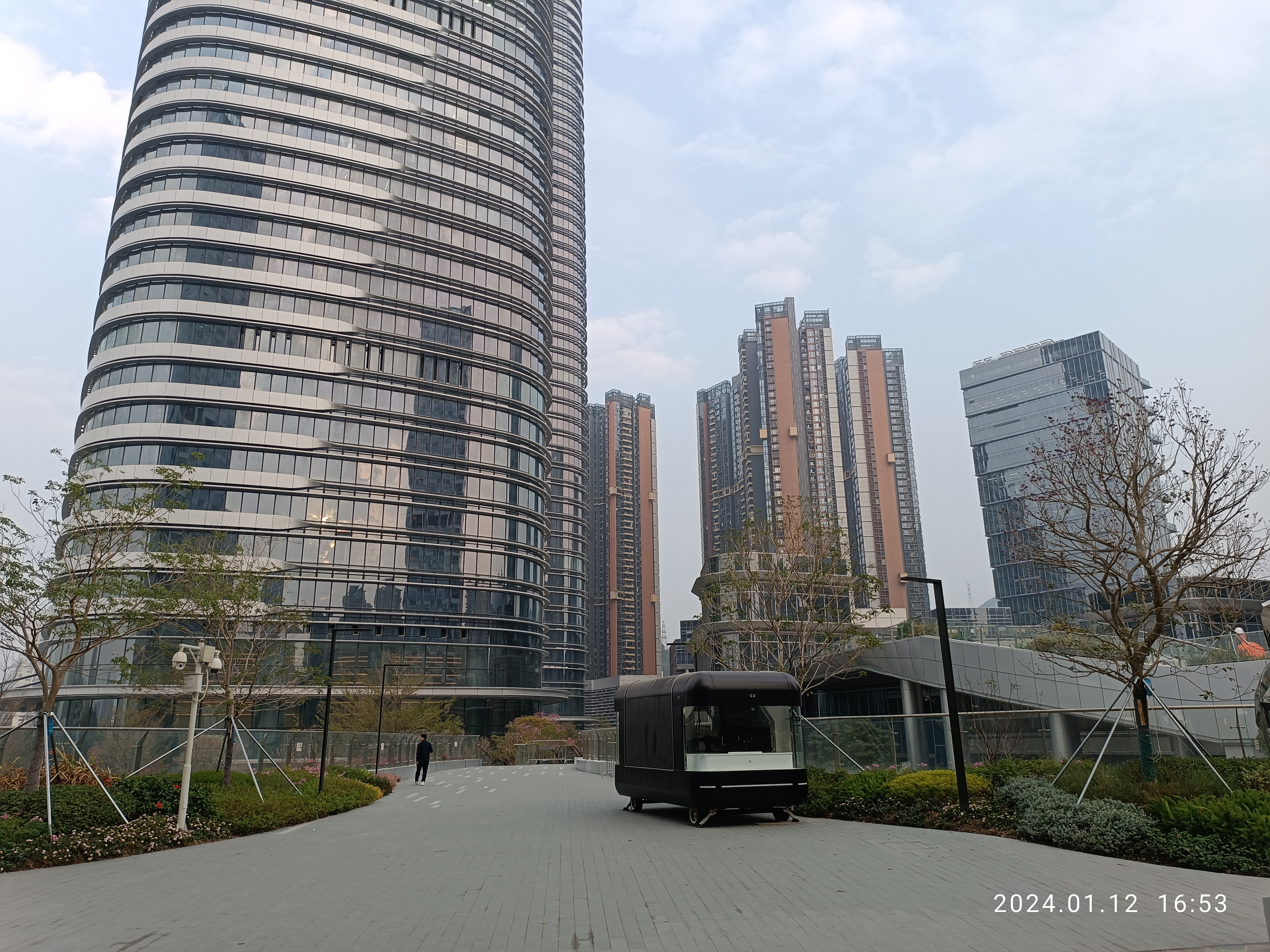
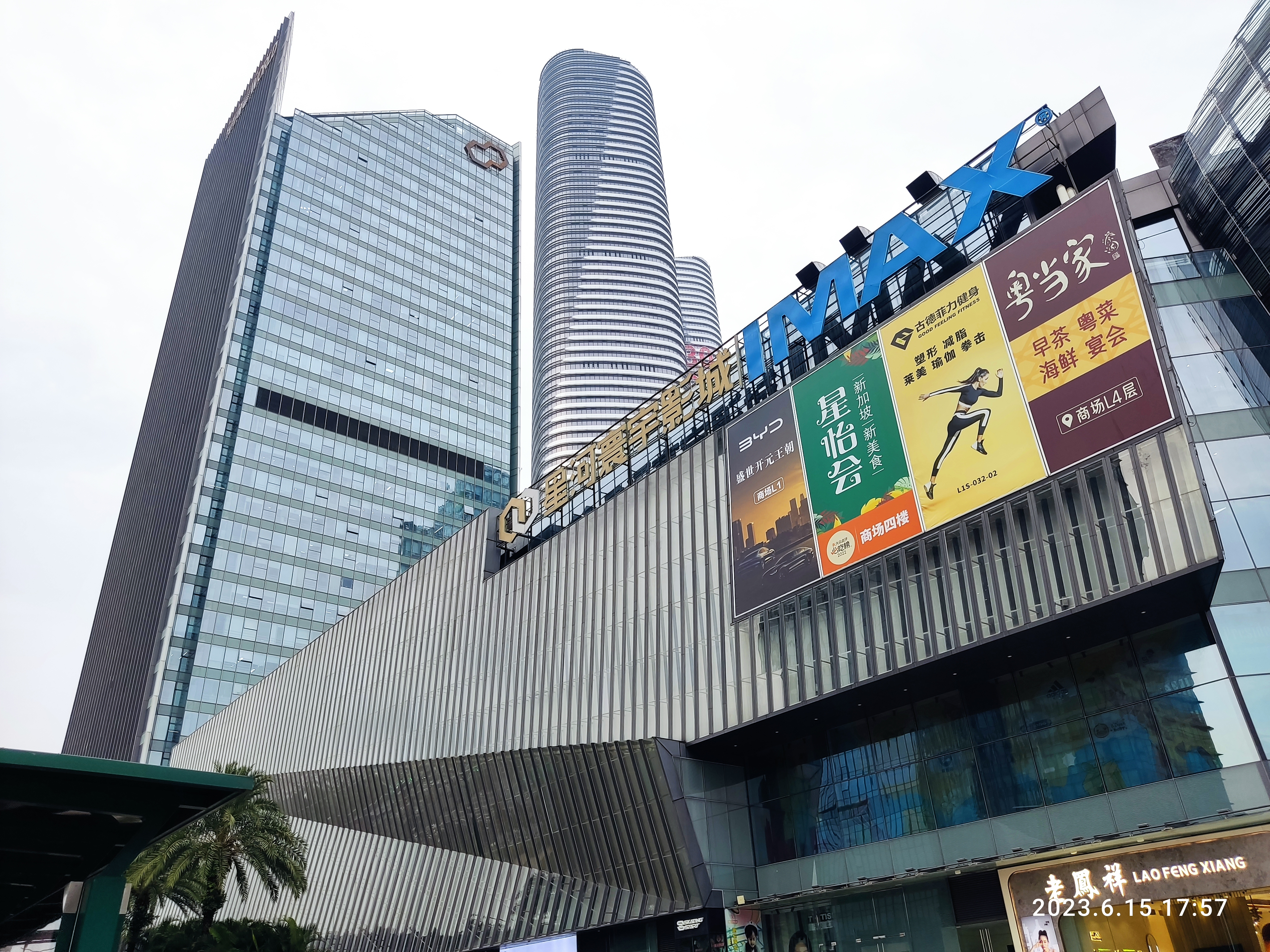
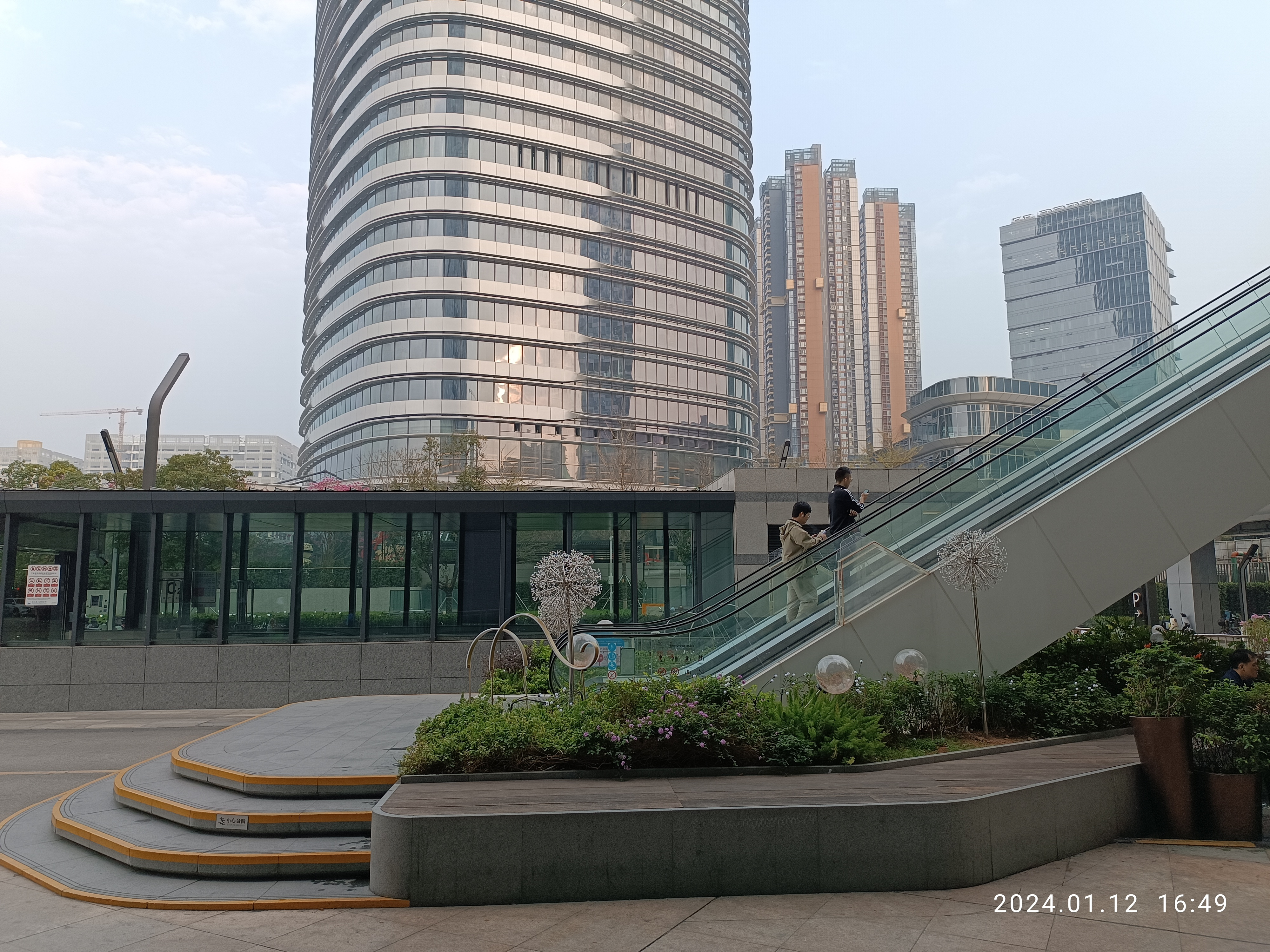

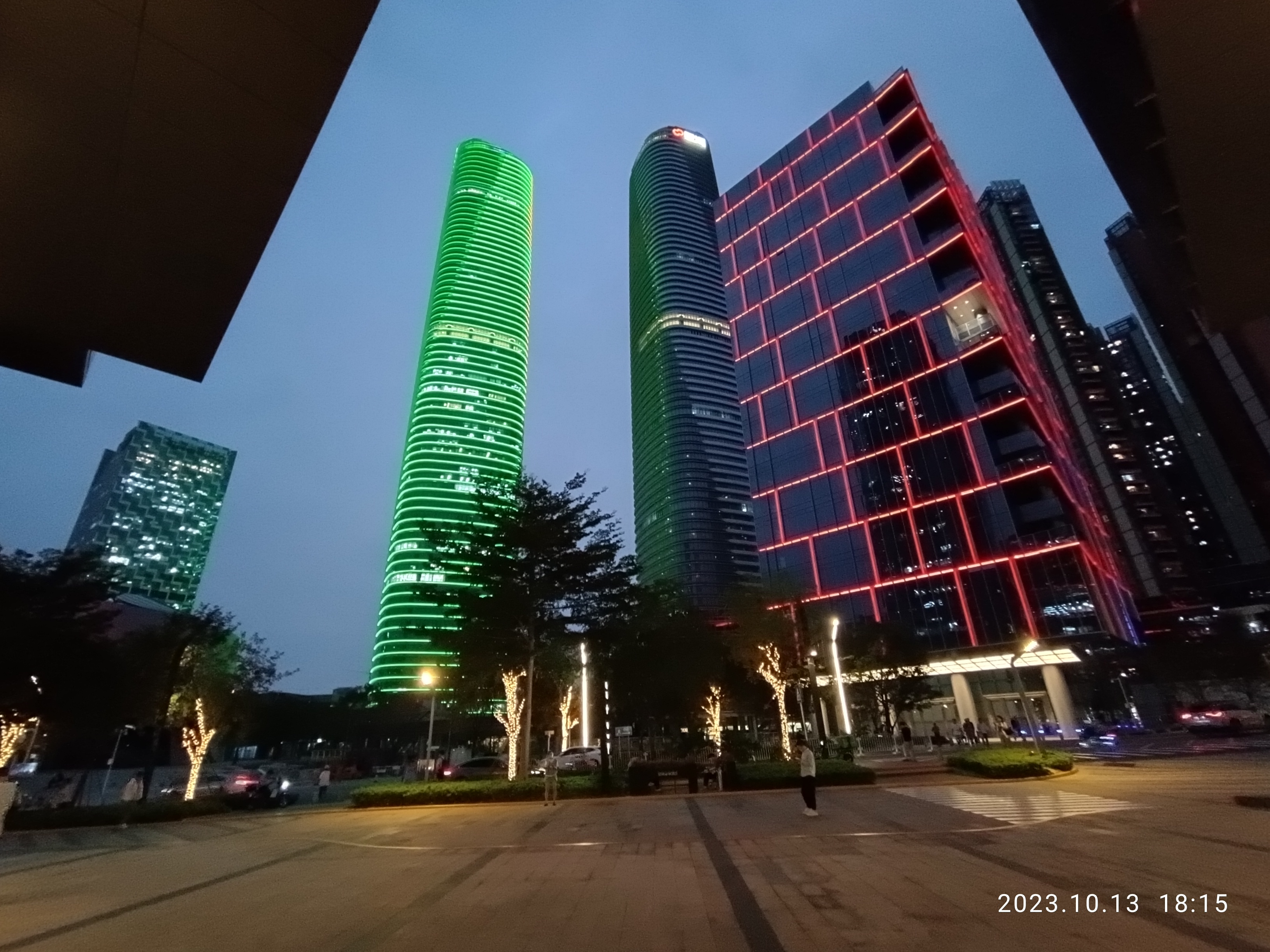
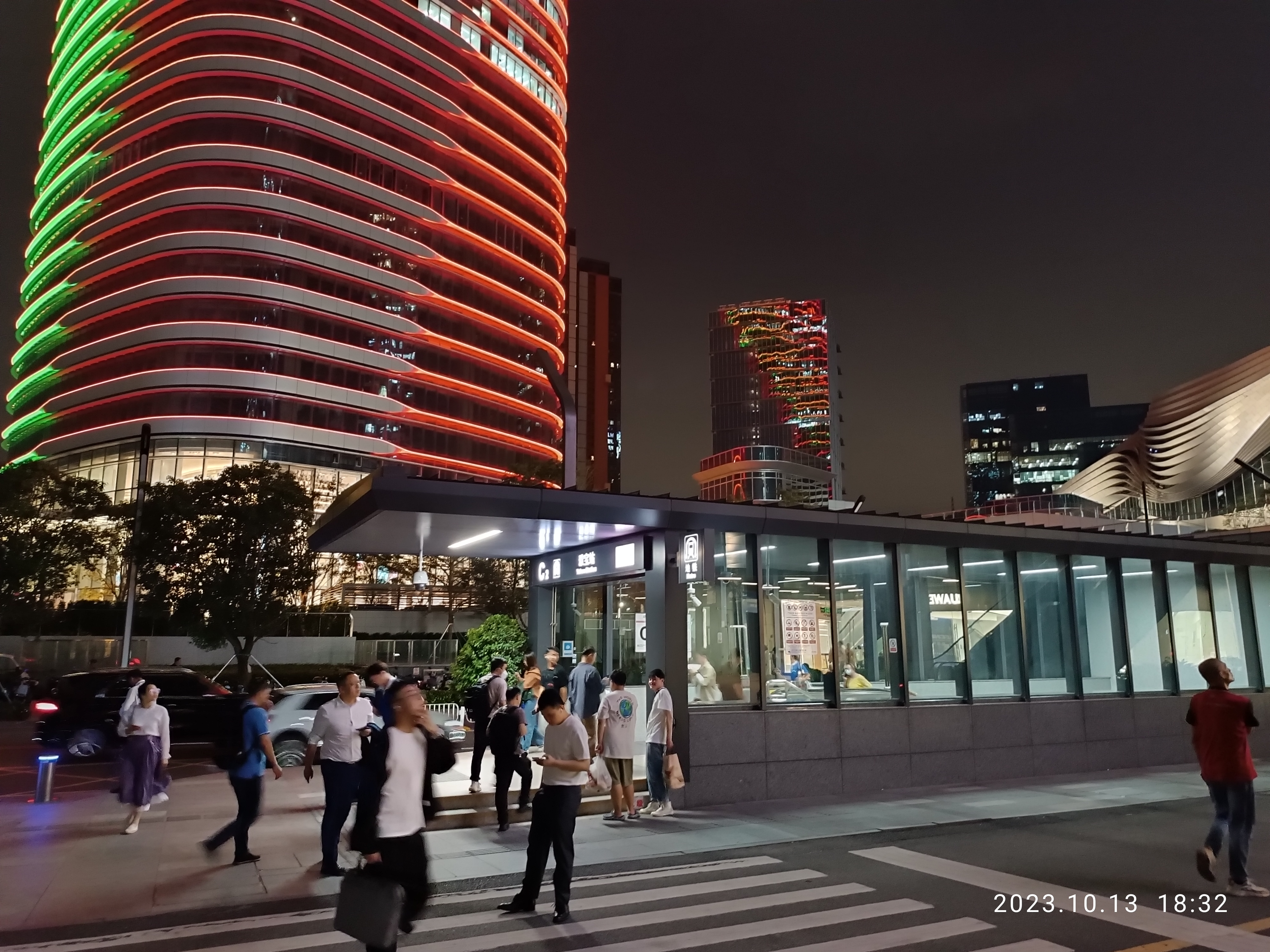
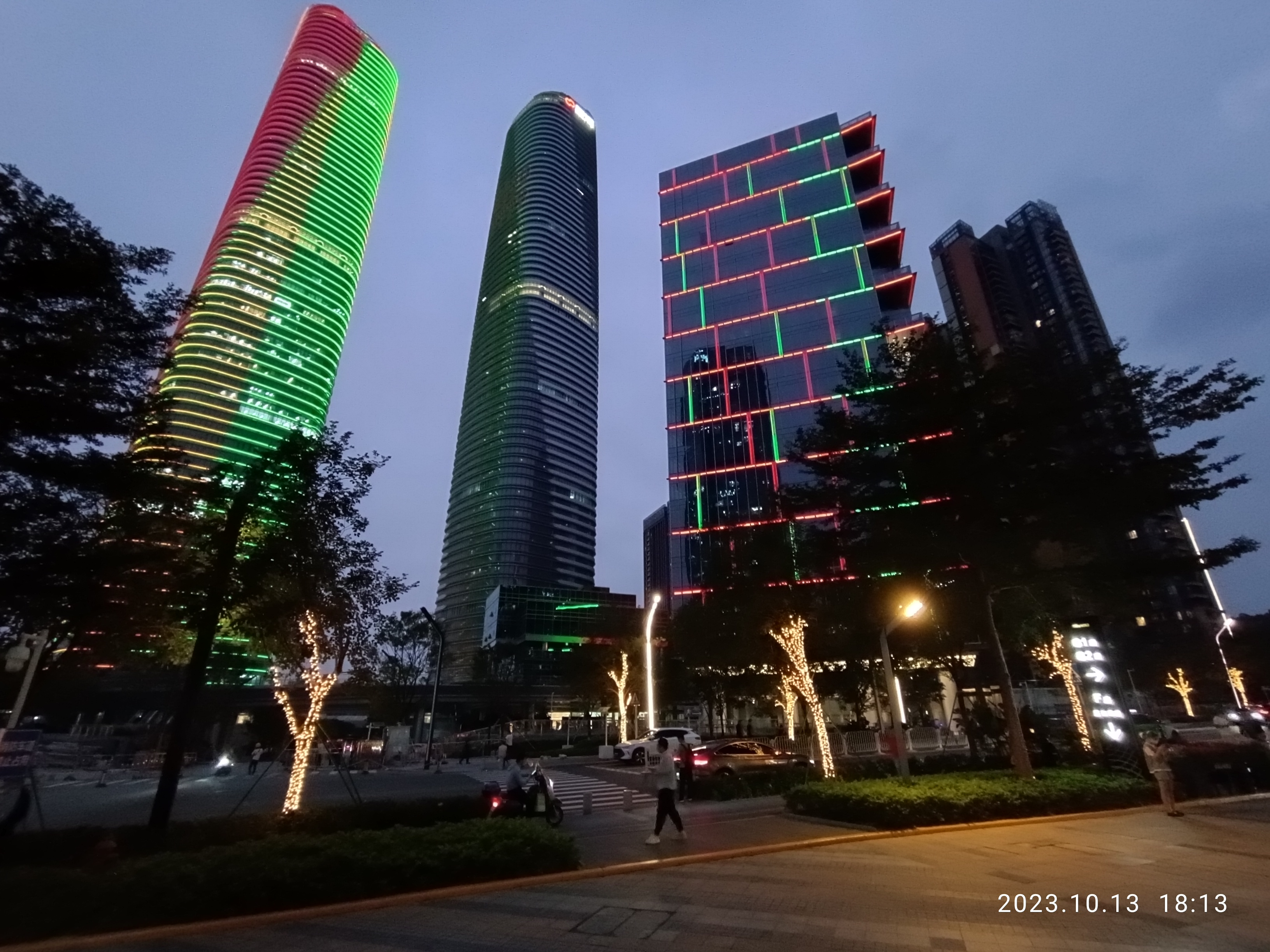